# Kiyomi Kato (volleybollspelare)
Kiyomi Kato, född 9 mars 1953 i Ibaraki, är en japansk före detta volleybollspelare.
Kato blev olympisk guldmedaljör i volleyboll vid sommarspelen 1976 i Montreal.